# Xian de Yongjia
Le xian de Yongjia (永嘉县 ; pinyin : Yǒngjiā Xiàn) est un district administratif de la province du Zhejiang en Chine. Il est placé sous la juridiction administrative de la ville-préfecture de Wenzhou.

## Démographie
La population du district était de 880 741 habitants en 1999.

## Culte
- Cathédrale Saint-Paul de Wenzhou
- Diocèse de Yongjia